# Грун, Аппи
Алберт Герт (Аппи) Грун (нидерл. Albert Geert "Appie" Groen; 7 сентября 1901, Гронинген — 27 января 1964, Харен, Гронинген) — нидерландский футболист, игравший на позиции нападающего. Наиболее известен как игрок клуба «Бе Квик 1887», в составе которого выступал на протяжении всей карьеры.
В составе сборной Нидерландов сыграл пять товарищеских матча, забил один гол.

## Личная жизнь
Алберт Герт родился в сентябре 1901 года в городе Гронинген. Отец — Герт Грун, мать — Петронелла ван дер Бек, оба родителя были родом из Гронингена. Помимо него, в семье было ещё четверо детей: один сын и трое дочерей, одна из которых умерла в возрасте 14 месяцев в 1891 году.
Грун женился в возрасте двадцати семи лет — его избранницей стала Алтье Смит, уроженка Гронингена. Их брак был зарегистрирован 29 апреля 1929 года в городе Гронинген. В том же году вместе с супругой поселился в Эйндховене, где получил работу в местной компании «Philips», в которой проработал до выхода на пенсию.
Умер 27 января 1964 года в возрасте 62 лет в своём доме в деревне Харендермолен. По данным прессы, у него были проблемы с сердцем. В честь него одна из улиц Гронингена получила название Аппи Грунлан.

## Матчи и голы за сборную
| № | Дата           | Оппонент  | Д / Г | Счёт | Голы | Соревнование      |
| - | -------------- | --------- | ----- | ---- | ---- | ----------------- |
| 1 | 17 апреля 1922 | Дания     | Д     | 2:0  | 1    | Товарищеский матч |
| 2 | 7 мая 1922     | Бельгия   | Д     | 1:2  | —    | Товарищеский матч |
| 3 | 19 ноября 1922 | Швейцария | Г     | 5:0  | —    | Товарищеский матч |
| 4 | 23 марта 1924  | Бельгия   | Д     | 1:1  | —    | Товарищеский матч |
| 5 | 14 марта 1926  | Бельгия   | Г     | 1:1  | —    | Товарищеский матч |

Итого: 5 матчей / 1 гол; 1 победа, 2 ничьи, 2 поражения.

## Достижения
«Бе Квик»
- Чемпион Нидерландов: 1919/20